# Иван Борисович (князь рузский)
Иван Борисович Рузский (ок. 1483 — 28 ноября 1503) — последний удельный князь Рузского княжества (1494—1503).

## Биография
Рюрикович, представитель правящей семьи московских князей — внук Великого князя московского Василия Тёмного, младший сын удельного князя Бориса Васильевича и Иулиании (Ульяны) Михайловны (дочь Михаила Дмитриевича Холмского), племянник московского князя Ивана III и двоюродный брат Василия III. Имел старшего брата Фёдора — князя Волоцкого. Оба брата детей не имели.
Был крестником Иосифа Волоцкого, с которым имел близкие отношения.
В правление княжеством вступил после смерти своего отца в 1494 году, при этом ему была дана в удел часть княжества с городом Руза. Мать Ульяна Михайловна опекала обоих сыновей.

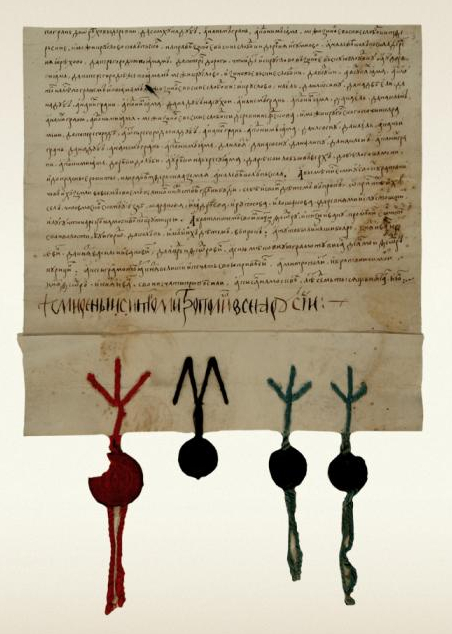
Грамота Ивана III, данная его племянникам князьям Федору и Ивану Волоцким

В 1497 году совместно с братом Фёдором «били челом» Ивану III, чтобы тот взял доставшиеся им от бабки Марии Ярославны (жены Василия Тёмного) московские и тверские сёла. Взамен получили сёла Белая Колпь и Буйгород.
В 1500, во время русско-литовской войны, вместе с братом Фёдором и А. Ф. Челядниным командовал ратью на северо-западе, которая, разбив литовцев около реки Ловать, взяла Торопец. Его собственная дружина в это время под командованием И. В. Вельяминова-Обляза брала Дорогобуж.
В 1502 году участвовал в неудачном походе под командованием царского сына Дмитрия Жилки на Смоленск.
В возрасте 20 лет серьёзно заболел во время свадьбы своего брата Фёдора Волоцкого. Из-за его болезни Иосиф Волоцкий возвратился из Москвы в Волоколамск. Иван Борисович просил перевести его в Волоколамский монастырь, против чего выступали его бояре, которые просили великого князя рассудить их с Иосифом.

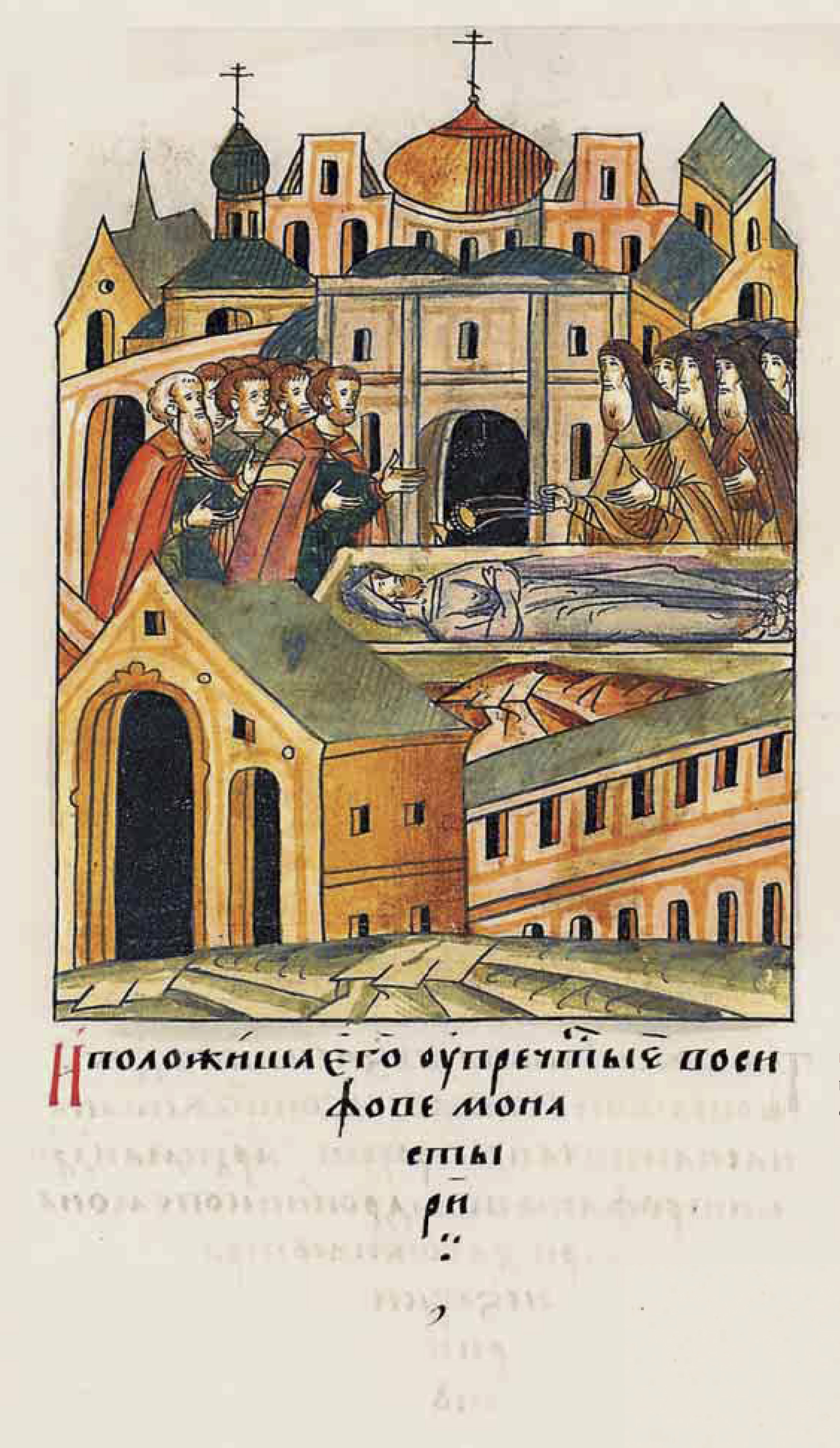
Похороны князя

Иван III разрешил перевести Ивана Борисовича в монастырь, однако запретил постригать его в монахи, так как он очень молод. При составлении завещания Иосиф не допустил бояр к нему. На духовной грамоте князя была только подпись Иосифа, а все его владения отходили великому князю. Очевидно, волоцкий игумен действовал в интересах Ивана III. Молодой князь умер бездетным.